# 애니콜 매직홀
《애니콜 매직홀》(영어 : Anycall Magic Hole)은 삼성전자가 2009년 8월 14일에 출시한 휴대 전화이다. LG전자의 싸이언 롤리팝에 대항하여 출시되었으며, 출시 이후로 2010년 4월까지 약 140만 대 이상이 판매되면서 폭발적인 인기를 끌었다.
한편 2010년 5월 13일, 어느 사용자가 이 휴대 전화를 전자레인지에 넣고 돌리다가 폭발 사고를 일으켰다.

## 세부 모델
| 모델명    | 통신사     | 통신 방식    |
| --------- | ---------- | ------------ |
| SCH-W830  | SK텔레콤   | HSDPA        |
| SPH-W8300 | KT         | HSDPA        |
| SPH-W8350 | LG유플러스 | EV-DO Rev. A |

## 특징
- 77개의 dot LED, 14개의 dot RGB LED를 탑재한 외부화면
- 오토 폴더 기능
- 컬러라이팅 기능

## 색상
- 사파이어 블루
- 캔디 핑크
- 화이트 실버
- 라벤더 퍼플 (LG U+ 전용)
- 블루 실버 (LG U+ 전용)

## 판매량
매직홀은 2009년 8월 출시 이후로 2010년 4월까지 약 140만 대 이상이 판매되었다.

## 비판

### 배터리 폭발사고 은폐의혹
2010년 5월 매직홀 사용자의 휴대전화가 폭발한 사고를 삼성전자 측이 휴대폰 폭발 피해자에게 500만원을 건네는 방식으로 사건을 무마하고 은폐하려고 했다는 의혹이 일부 언론에서 제기되고 있다.
결국 전자레인지에 휴대전화를 넣고 돌린 것이 판명났다.